# Valle del Miscano
La Valle del Miscano è una vallata dell'Appennino campano situata al confine fra le province di Avellino e Benevento, ad eccezione dell'estremo tratto iniziale che ricade invece nella provincia pugliese di Foggia. La valle deve il suo nome all'omonimo fiume che nasce dai monti della Daunia, scorre con prevalente direzione sud-ovest per poi sfociare nel fiume Ufita, a sua volta affluente del Calore, nei pressi di Tignano Scalo.
L'intera vallata soggiace alla competenza dell'Autorità di bacino distrettuale dell'Appennino meridionale, subentrata fin dal 2016 alla soppressa Autorità di bacino dei fiumi Liri-Garigliano e Volturno.
La valle del Miscano si caratterizza per un particolare fenomeno naturale, osservabile in un'area ristretta quasi al centro della valle: si tratta delle cosiddette bolle della Malvizza, ossia vulcanetti di fango prodotti dal gorgogliamento perenne di polle d'acqua a temperatura ambiente per effetto della presenza di metano nel sottosuolo.

## Storia
La valle del Miscano ha costituito fin da tempi più remoti una via di comunicazione tra Puglia e Campania e dunque tra Adriatico e Tirreno, sebbene le poche tracce umane risalenti al Paleolitico (circa 100 000 anni or sono) compaiano sugli altipiani circostanti e in particolare all'altezza sella di Ariano, ove si rinvengono selci lavorate e scheggiate riferibili all'industria litica musteriana.
Lungo una rupe prossima al corso d'acqua sono invece riconoscibili alcuni insediamenti neolitici databili fin dal VI millennio a.C. (i più antichi in Campania) nel sito de La Starza in agro di Ariano Irpino, mentre un santuario e una necropoli di epoca sannitica (IV - III secolo a.C.) emergono nel territorio comunale di Casalbore; più in alto, in località Fontana la Noce presso le fonti del Miscano, si ritiene sorgesse l'oppidum irpino di Vescellium.
Sui pianori circostanti la valle, attraversata fin dall'antichità dal tratturo Pescasseroli-Candela, emergono inoltre i cospicui resti del vicus romano di Aequum Tuticum all'incrocio fra la via Aemilia, la via Minucia, l'Appia Traiana (in parte sovrappostasi alla precedente) e la via Herculia.
Il tracciato dell'Appia Traiana, ancora in gran parte riconoscibile e tutelato da UNESCO nel tratto Beneventum-Aequum Tuticum quale patrimonio dell'umanità (nell'ambito dell'itinerario Via Appia. Regina Viarum), rimase poi in esercizio durante tutto il Medioevo sotto il nome di via Francigena, un lungo tragitto percorso da frotte di crociati e pellegrini europei diretti in Terrasanta.
In quello stesso periodo storico l'intera vallata era peraltro punteggiata da villaggi (Campanaro presso le fonti del Miscano, Sant'Eleuterio in corrispondenza dell'antica Aequum Tuticum, San Donato poco più a sud di quest'ultima, Corsano e Tignano presso lo sbocco nella valle dell'Ufita) soggetti alla diocesi e alla contea di Ariano ma successivamente abbandonati alle soglie dell'età moderna.
Gran parte dei reperti rinvenuti nel territorio della valle sono in esposizione permanente presso il museo archeologico di Ariano Irpino.

## Economia
Fin dalla Preistoria l'economia della valle del Miscano si è basata sulle attività agro-pastorali. Numerosi sono pertanto i prodotti tipici locali, spesso legati a tradizioni antiche, quali ad esempio il pane di Montecalvo,  il prosciutto di Faeto e il caciocavallo di Castelfranco.
In epoca contemporanea l'economia locale si è arricchita di nuove risorse nel settore dell'energia rinnovabile a basso impatto ambientale; ne sono una cospicua testimonianza i parchi eolici e le centrali fotovoltaiche presenti sul territorio. Un museo a tema, il Renewable Energies Museum (=museo delle energie rinnovabili) è aperto al pubblico dal 2009 nel comune di Ginestra degli Schiavoni.

## Infrastrutture e trasporti
La valle del Miscano è attraversata dalla strada statale 90 bis e dalla parallela ferrovia Roma-Bari con l'unica stazione di Ariano Irpino oltre a tre fermate in disuso (Corsano, Montecalvo e Castelfranco).